# 우리 헤어졌어요
《우리 헤어졌어요》는 웹드라마이다.

## 소개
헤어지고도 한 집에 살 수 밖에 없는 두 남녀의 좌충우돌 뮤직 로맨스 웹드라마

## 등장 인물
- 박산다라 : 노우리 역
- 강승윤 : 지원영 역
- 강승현 : 윤니나 역
- 장기용 : 서현우 역
- 이범규 : 구현동 역
- 김규호 : 한심훈 역
- 이세영 : 지민 역